# Eustrotia accentuata
Eustrotia accentuata là một loài bướm đêm trong họ Noctuidae.